# Impero Durrani
L'Impero Durrānī (in pashtu درانیانو واکمني) è stato una monarchia localizzata nell'odierno Afghanistan, il cui territorio si estendeva nell'attuale Iran nord-orientale, nel Pakistan e nello Stato indiano del Punjab. Esso venne fondato nel 1747, con capitale Kandahar, da un capo militare dall'etnia afghana pashtun, di nome Aḥmad Shāh Abdālī (poi noto come Durrānī), che era stato il comandante della cavalleria dello Shāh afsharide di Persia, Nādir Shāh Afshār.
Dopo l'Impero ottomano, quella Durrānī fu l'entità statuale islamica più estesa della seconda metà del XVIII secolo ed è spesso considerata come la realtà fondatrice dell'attuale Afghanistan.

## Storia

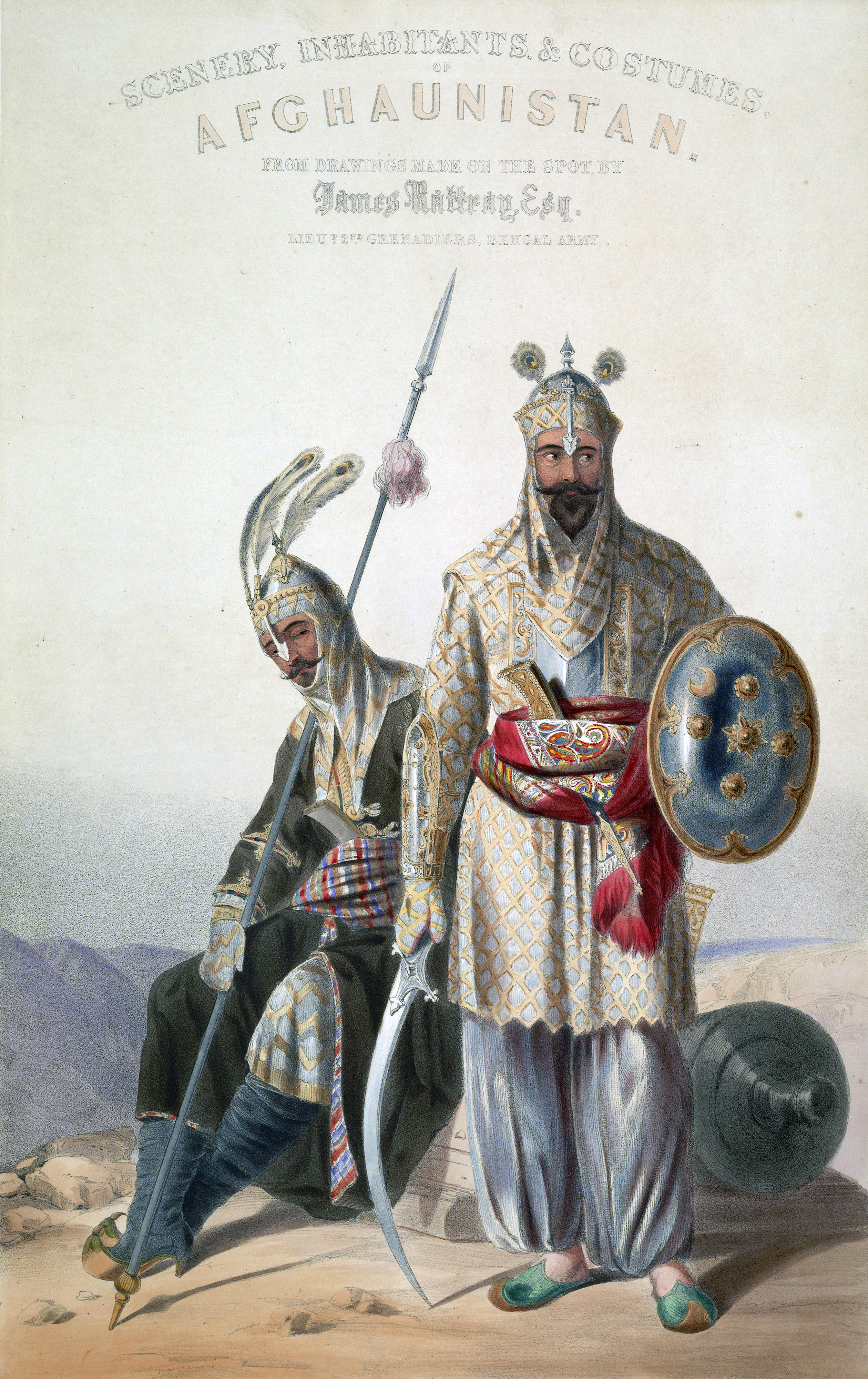
Litografia del 1847 che mostra alcuni soldati dell'esercito dell'Impero durrani

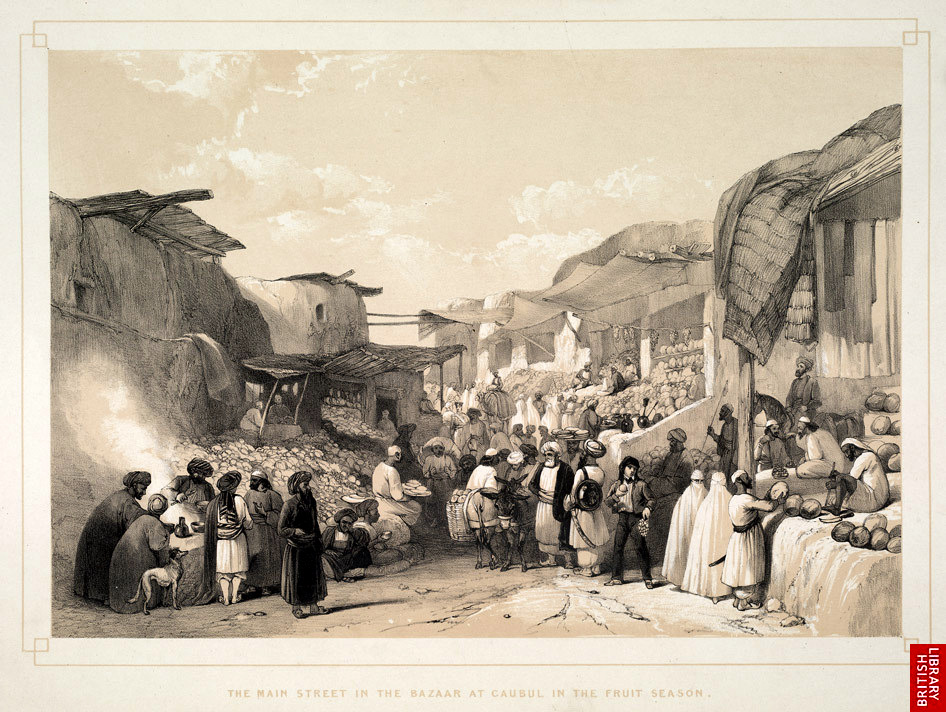
La strada principale di Kabul con il suo bazar.

Il fondatore del regno, il comandante di cavalleria Aḥmad Shāh Abdālī, aveva servito Nādir Shāh durante la sua campagna contro i Curdi di Bojnurd, comandando un contingente di circa ottocento guerrieri d'élite della sua stessa etnia. 

Alla morte di Nādir Shāh Afshār nel 1747, i guerrieri Durrānī approfittarono del vuoto di potere venutosi a creare nell'Impero e fecero ritorno a Kandahar, fuggendo con il tesoro reale del sovrano (morto assassinato), di cui erano stati la scorta.
Il contingente afghano decise di proclamare come nuovo sovrano il suo comandante, con il titolo di Durr-i Durrān (Perla delle Perle), e il primo atto da regnante di questi fu di marciare con i suoi uomini alla conquista di Kabul, tolta al governatore Nāṣir Khān, fedele al sovrano deceduto, volgendosi poi verso oriente alla conquista di Peshāwar e Lahore che vennero però prese solo nel 1752.
Al suo apice, l'Impero Durrānī governava i territori dei moderni stati di Afghanistan e Pakistan, nonché parti dell'Iran nord-orientale e sud-orientale, del Turkmenistan orientale e dell'India nord-orientale ripartiti nelle province di Peshāwar, Shikarpur, Sistan, Hazareh, Leia, Kashmir, Choch e nei Khanati di Jalālābād, Illumdur, Hazaragiat, Peshāwar, Kabul, Quetta, Herat, Ugiaristan, Belucistan, Qalat, Zamindawar, Nausad, Farah, Khorasan, Bam, Muroshak, Lahore. 
Nel XVIII secolo, l'Impero Durrānī era la più grande realtà islamica al mondo per estensione dopo l'Impero ottomano. 
La città afghana di Kandahar fu la prima capitale dell'Impero, prima di essere sostituita nel 1775-76 da Kabul (capitale estiva) e a Peshawar (capitale invernale).
I successori di Aḥmad Shāh governarono in modo tanto deplorevole che, a mezzo secolo dalla morte del suo fondatore, l'Impero Durrānī progressivamente collassò e l'Afghanistan cadde preda di una distruttiva guerra civile che lo logorò dal suo interno. Gran parte dei territori conquistati da Aḥmad Shāh venne persa in poco tempo e dal 1818, i Sadozai (tribù pashtun), succeduti ad Aḥmad Shāh non controllavano che piccoli appezzamenti di territorio attorno a Kabul, per un raggio di circa 160 chilometri. Nel 1819 l'ultimo sovrano perse il controllo del Kashmir in favore dell'Impero Sikh nella rovinosa battaglia di Shopian.
L'Impero venne infine sciolto nel 1826, lasciando il posto all'emirato dell'Afghanistan e all'Impero Maratha.

## Elenco degli imperatori
- 1747-1772 : Ahmad Shah Durrani, fondatore dell'impero
- 1772-1772 : Humayun Mirza (conteso)
- 1772-1793 : Timur Shah Durrani, figlio del precedente
- 1793-1801 : Zaman Shah Durrani, figlio del precedente
- 1801-1803 : Mahmud Shah Durrani, figlio di Timur
- 1803-1809 : Shah Shuja Durrani, figlio di Timur, riprese il potere temporaneamente tra il 1839 ed il 1842 nell'emirato dell'Afghanistan
- 1809-1818 : Mahmud Shah Durrani, 2ª volta
- 1819-1819 : Ali Shah Durrani, figlio di Timur
- 1819-1823 : Ayub Shah Durrani, figlio di Timur

## Esercito
L'esercito dell'Impero Durrani era basato essenzialmente sulla cavalleria armata e sulla strategia di attacchi tipo "mordi e fuggi", combinati dall'uso di armi da fuoco usate alla maniera dei turco-mongoli. Le truppe d'élite erano rappresentate da 10.000 sher-basha archibugieri, derivati da un gruppo analogo (Qizilbash) precedentemente utilizzato al servizio di Nader Shah. All'esercito regolare veniva accostata una cavalleria irregolare o tribale legata al territorio dell'Afghanistan, armata di lancia e scimitarra. Venivano anche utilizzati arcieri a cavallo, ma la loro difficile formazione le rendeva truppe utilizzate solo occasionalmente. La fanteria aveva un ruolo minore nell'esercito durrani e, con l'eccezione di cannoncini rotanti montati sui cammelli (zamburak), in egual misura era reputata l'artiglieria.